# Castillon-Massas
Castillon-Massas é uma comuna francesa na região administrativa de Occitânia, no departamento de Gers. Estende-se por uma área de 9,59 km². Em 2010 a comuna tinha 253 habitantes (densidade: 26,4 hab./km²).